# Jean Christoph Harth
Jean Christoph Harth (* 27. Januar 1882 in Jugenheim; † 10. November 1956 in Rüsselsheim) war ein deutscher Politiker (SPD) und Abgeordneter des Landtags des Volksstaates Hessen und des Hessischen Landtags.

## Ausbildung und Beruf
Nach der Volksschule und Fortbildungsschule machte Harth eine Lehre als Metallschleifer. Von 1902 bis 1904 leistete er seinen Militärdienst. Im Ersten Weltkrieg war er Kriegsteilnehmer.
1918 bis 1920 war er Betriebsrat bei Opel. 1920 bis 1922 war er Sekretär beim Deutschen Metallarbeiterverband in Mainz danach bis 1933 Bezirkssekretär der SPD. Während der Zeit des Nationalsozialismus lebte er von Gelegenheitsarbeiten.
Ab 1945 war er Leiter des Jugend- und Wohlfahrtsamtes Groß-Gerau.

## Politik
Seit 1900 war Jean Christoph Harth Mitglied der SPD.
Kommunalpolitisch war er ab 1912 im Gemeinderat von Rüsselsheim tätig.
1921 bis 1933 war Jean Christoph Harth Mitglied des Landtags des Volksstaates Hessen. Nach dem Krieg trat er am 27. Oktober 1949 für Abgeordneten Ludwig Bergsträsser in den Landtag ein und verblieb dort bis zum Ende der ersten Wahlperiode am 30. November 1950.
Von Oktober 1945 bis 1950 war er Landrat in Groß-Gerau.

## Ehrungen
- 1952: Verdienstkreuz der Bundesrepublik Deutschland